# Юджині Скотт
Юджині Керол Скотт(англ. Eugenie Carol Scott; 24 жовтня 1945) — відома американська вчена-антрополог, колишній професор університету і педагог, яка активно виступає проти навчання креаціонізму Землі в школах. З 1986 року до 2014 року — виконавчий директор Національного центру наукової освіти, який є неприбутковою науково-освітньою організацією, що підтримує навчання еволюційної науки. З 2013 року Скотт була включена до складу його Консультативної ради. Є однією з провідних американських критиків «креаціонізму молодої Землі» та «теорії розумного замислу». Має ступінь доктора наук в області біологічної антропології, яку отримала у Міссурійському університеті. Займалась дослідженнями в області медичної антропології та скелетної біології людини. Скотт виступає в Опікунській раді американців, об'єднаних за розділення церкви і держави.

## Раннє життя та навчання
Юджині Скотт народилась 24 жовтня 1945 року у Вісконсіні і вперше зацікавилася антропологією після прочитання підручника антропології своєї сестри. Скотт здобула ступінь бакалавра та магістра в Університеті Вісконсіна у Мілвокі, а потім здобула ступінь доктора філософії в  Університеті Міссурі. Вона вступила в Університет Кентуккі як фізичний антрополог в 1974 році, і незабаром після цього брала участь в дебатах між її наставником Джеймсом А. Гаваном і молодим креаціоністом Землі Дуеном Гішем, що викликало її інтерес до дискусії між еволюцією та креаціонізмом. Вона також викладала в Університеті Колорадо і в Університеті штату Каліфорнія, Хейуорд. Її дослідницька робота була зосереджена на медичній антропології та біології скелета.

## Кар'єра

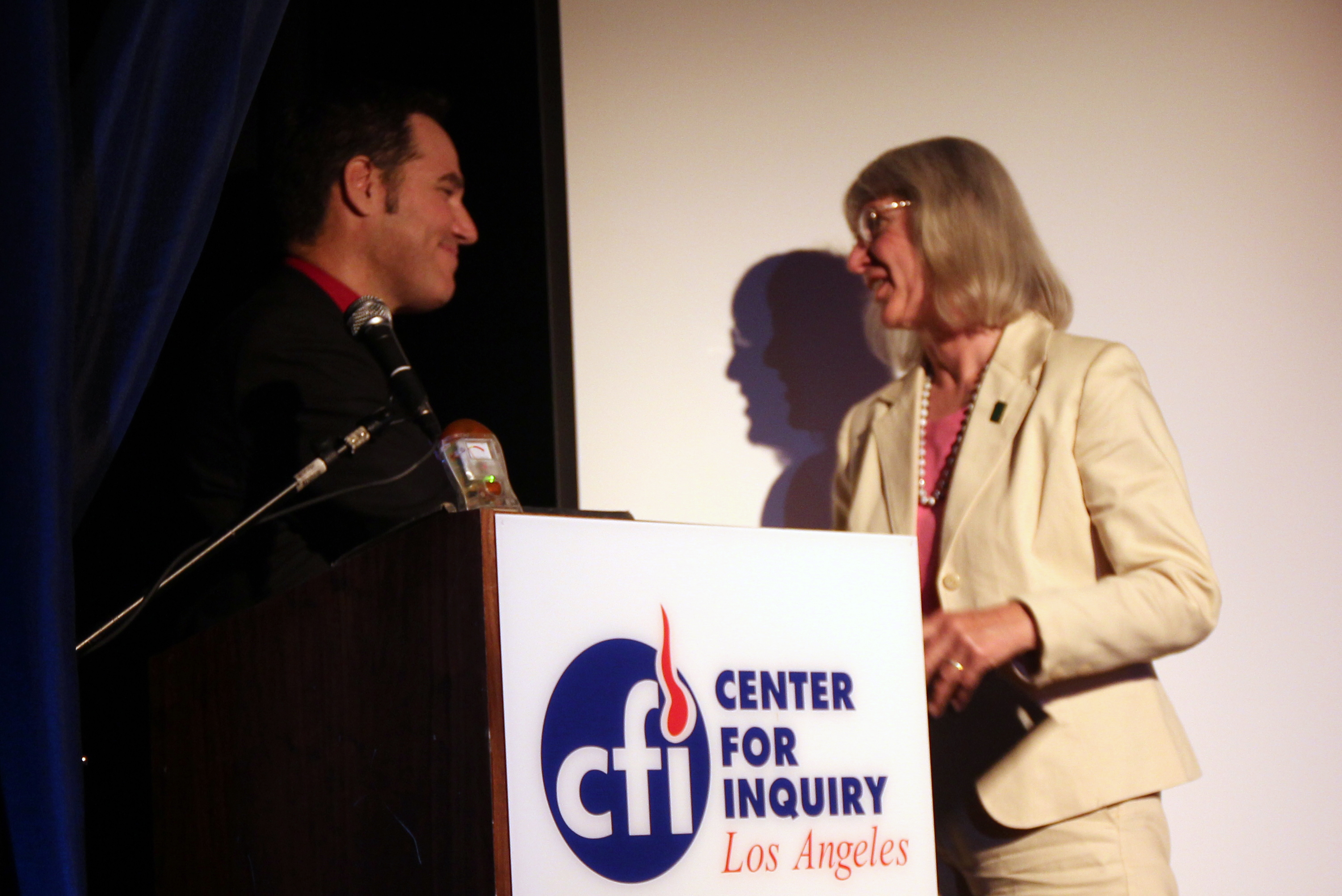
Нагородження Юджині Скотт 21 серпня 2010 року

У 1980 році Юджині Скотт працювала запобіганню викладання креаціонізму в державних школах Лексінгтона (Кентуккі). Скотт була призначена виконавчим директором Національного центру наукової освіти в 1987 році, в якому вимога викладання креаціонізму в американських державних школах була визнана незаконною. Скотт оголосила, що вона залишить цю посаду до кінця 2013 року, зробивши це 6 січня 2014 року.

### Світогляд
Юджині Скотт була вихована у християнській вірі матір'ю та бабусею, але пізніше змінила релігійні погляди під впливом сестри; вона описує своє вірування як ліберальний протестантизм. Скотт зараз світський гуманіст і вважає себе нетеїсткою. У 2003 році вона була однією з підписантів третього гуманістичного маніфесту.

### Авторство
Скотт є експертом з креаціонізму та розумного задуму. Її книга «Еволюція проти креаціонізму: Вступ» була опублікована Greenwood Press у 2004 році, а потім у м'якій обкладинці прес-служби Каліфорнійського університету у 2005 році. Друге видання цієї книги було опубліковано в 2008 році та у м'якій обкладинці у 2009 році.

### Виступи у ЗМІ

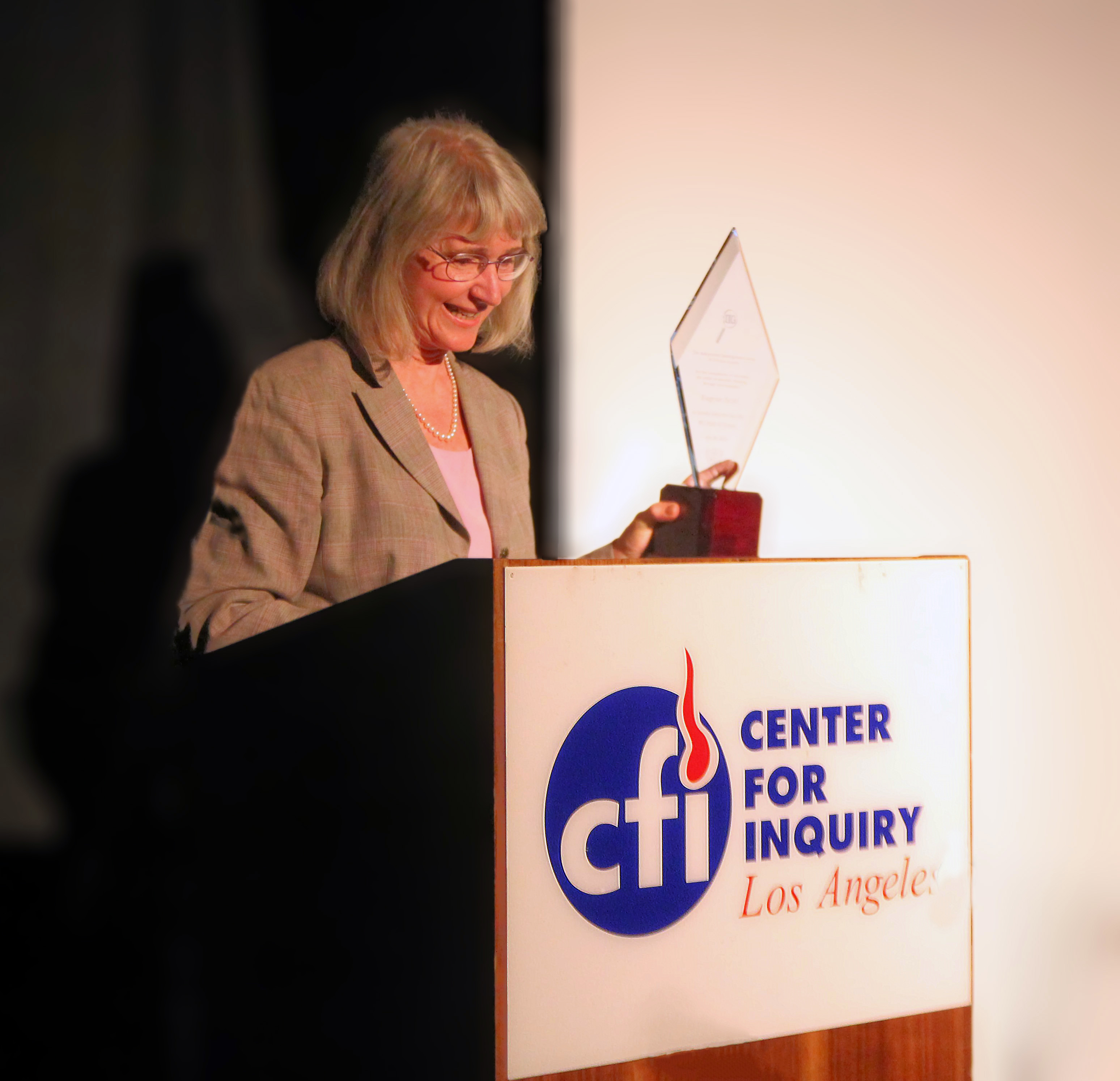
Скотт — одержувач нагороди незалежних розслідувань 2009 року

Давид Берлінський, співробітник Інституту відкриття, описує Скотта як опонента, «якого часто відправляють на захист Дарвіна».
Скотт брала участь у численних дебатах на MSNBC і Fox News.
У 2004 році Скотт представляла Національний центр наукової освіти на телешоу Showtime Penn & Teller: Bullshit!, у епізоді під назвою «Креаціонізм», де вона запропонувала філософські погляди на креаціоністські та інтелектуальні дизайнерські рухи.

### Нагороди та відзнаки

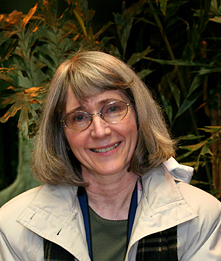
Юджині Скотт у 2006 р.

- 2009 р. — Премія Стівена Я. Гулда, присуджена Товариством з вивчення еволюції, визнає осіб, чиї стійкі та зразкові зусилля сприяли суспільному розумінню еволюційної науки та її важливості в біології, освіті та повсякденному житті в дусі Стефана Джея Гулда.
- 2009 р. — Медаль стипендіатів, яку присуджує Каліфорнійська академія наук. Нагорода є найвищою нагородою Академії, яку присуджують за визначні внески одержувача в одну або кілька природничих наук.
- 2010 р. — Медаль за громадське благополуччя, присуджена Національною академією наук США «в знак визнання внеску в науку для суспільного добробуту». Це найпрестижніша честь Академії.
- 2012 р. — Премія Річарда Докінза, подарована Атеїстичним Альянсом Америки «для індивідів, яких вона судить, щоб підвищити суспільну свідомість атеїзму»
- 2018 р. — Нагорода Поєти від палеонтологічного товариства. Нагорода визнає «виняткову професійну або державну службу окремими особами або групами в галузі палеонтології вище та поза межами існуючих формальних ролей або обов'язків».[21]

## Особисте життя
Юджині Скотт та її чоловік, адвокат Томас С. Сагер, мають доньку і проживають в Берклі (штат Каліфорнія).
Скотт є бджолярем і зацікавлена у розведенні колонії бджіл та пропаганді аматорського бджільництва.